# Bohumil Němeček (učitel)
Bohumil Němeček (26. prosince 1897 Veselí nad Moravou – 1986) byl učitelem, za první světové války příslušníkem československých legií na Rusi, vojenským učitelem v České škole na Sibiři a za druhé světové války členem ilegální vojenské protiněmecké organizace Obrana národa. 

## Život
Bohumil Němeček se narodil 26. prosince 1897 ve Veselí nad Moravou jako prvorozený syn do rodiny krejčovského mistra Ignáce Němečka (resp. Hynka Němečka). Jeho otec tehdy pracoval pro hraběte Viktora Pavla Chorinského. Učitelské vzdělání získal Bohumil na Učitelském ústavu v Kroměříži, kde jej zastihla i první světová válka. Po dokončení studia se ve svém rodném městě krátce věnoval učitelské profesi. Byl také členem Sokola.

### První světová válka
Po vypuknutí první světové války byl odveden jako jednoroční dobrovolník k rakousko-uherské armádě k zeměbraneckému pěšímu pluku č. 25 a nasazen v květnu 1916 na východní frontě. Tady dosáhl hodnosti desátníka, ale dne 2. července 1916 padl do ruského zajetí u Lucku. Do řad příslušníků československých legií na Rusi se přihlásil z pracovní baterie číslo 16 ze stanice Antonovka. Do 1. roty u 2. československého střeleckého pluku Jiřího z Poděbrad v Rusku byl zařazen v hodnosti vojína dne 1. června 1917 s osobním číslem 9371. Dne 11. července 1917 byl nějaký čas nezvěstný (byl vymazán ze seznamu vojáků pluku), ale později vyšlo najevo, že byl raněn a hospitalizován v nemocnici. Ke svému útvaru se z nemocnice vrátil 2. listopadu 1917. Dne 8. ledna 1919 získal hodnost svobodníka a o měsíc později (8. února 1919) vystoupil z katolické církve (proto uváděno ve výkazech jeho náboženství jako „bez vyznání“). S čs. legiemi prošel boji u Zborova (1. až 2. července 1917) a absolvoval cestu transsibiřskou magistrálou.

### Škola nezletilých dobrovolců

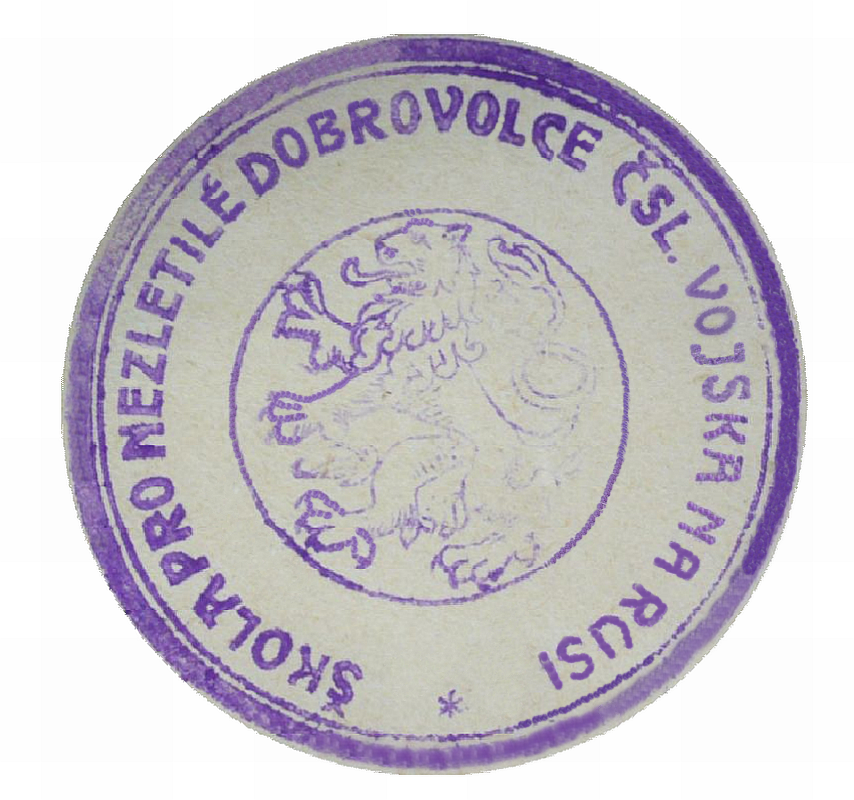
Originální razítko školy pro nezletilé dobrovolce čsl. vojska na Rusi

Jako jeden z prvních učitelů nastoupil od 31. července 1919 svoji službu ve „Škola nezletilých dobrovolců“. Tato škola vznikla 7. července 1919 poté, co generál Jan Syrový jmenoval velitelem této nově vznikající školy podporučíka Jana Kyselu a jako staršího učitele Václava Valentu. Do hodnosti desátníka byl Bohumil Němeček povýšen v listopadu 1919.

Bohumil Němeček v Sibiřské škole nezletilých dobrovolců (1919–1920) a ve štábu Čechoslováků
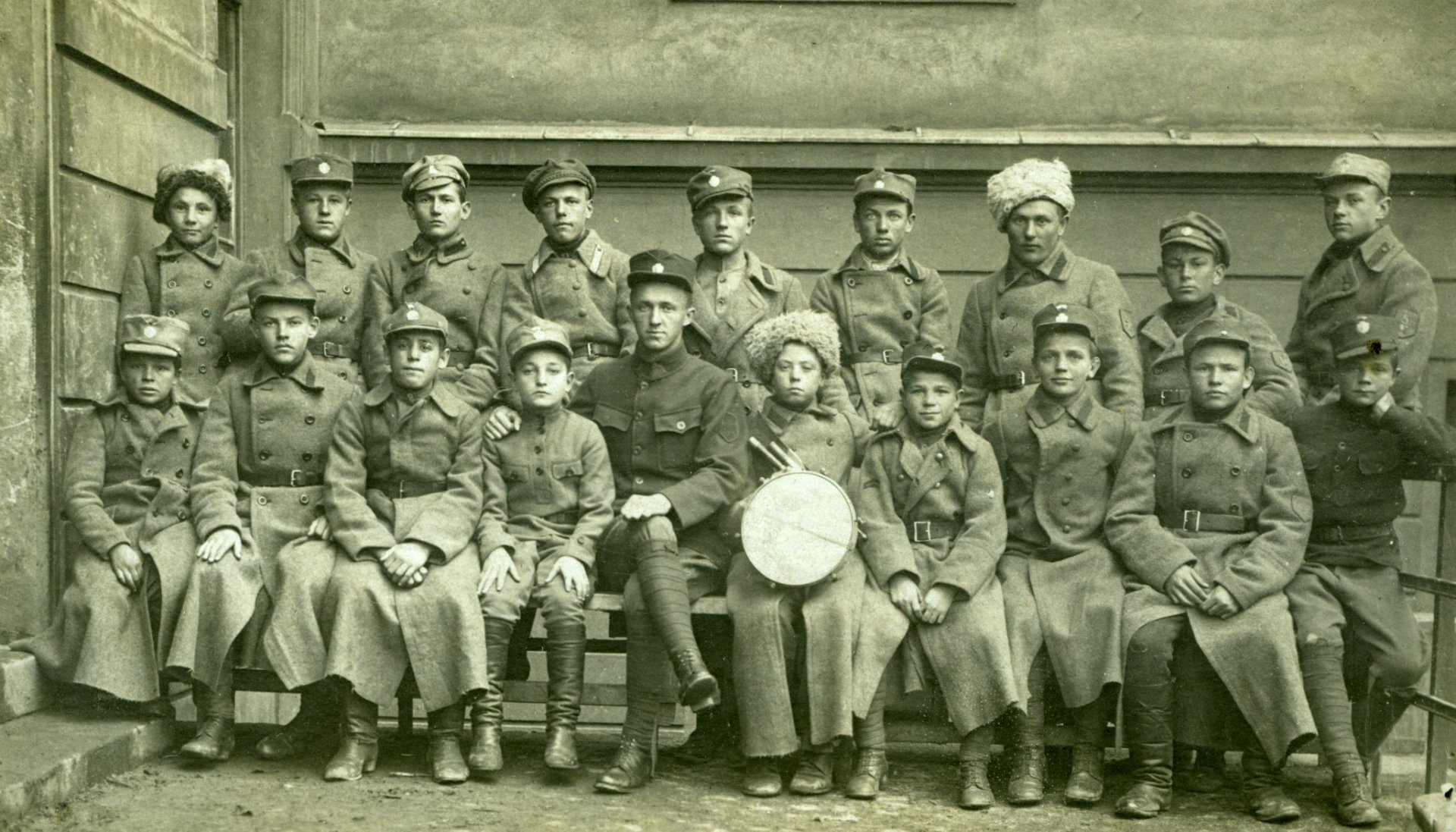
Obklopen svými žáky (u Vladivostoku; prosinec 1919)
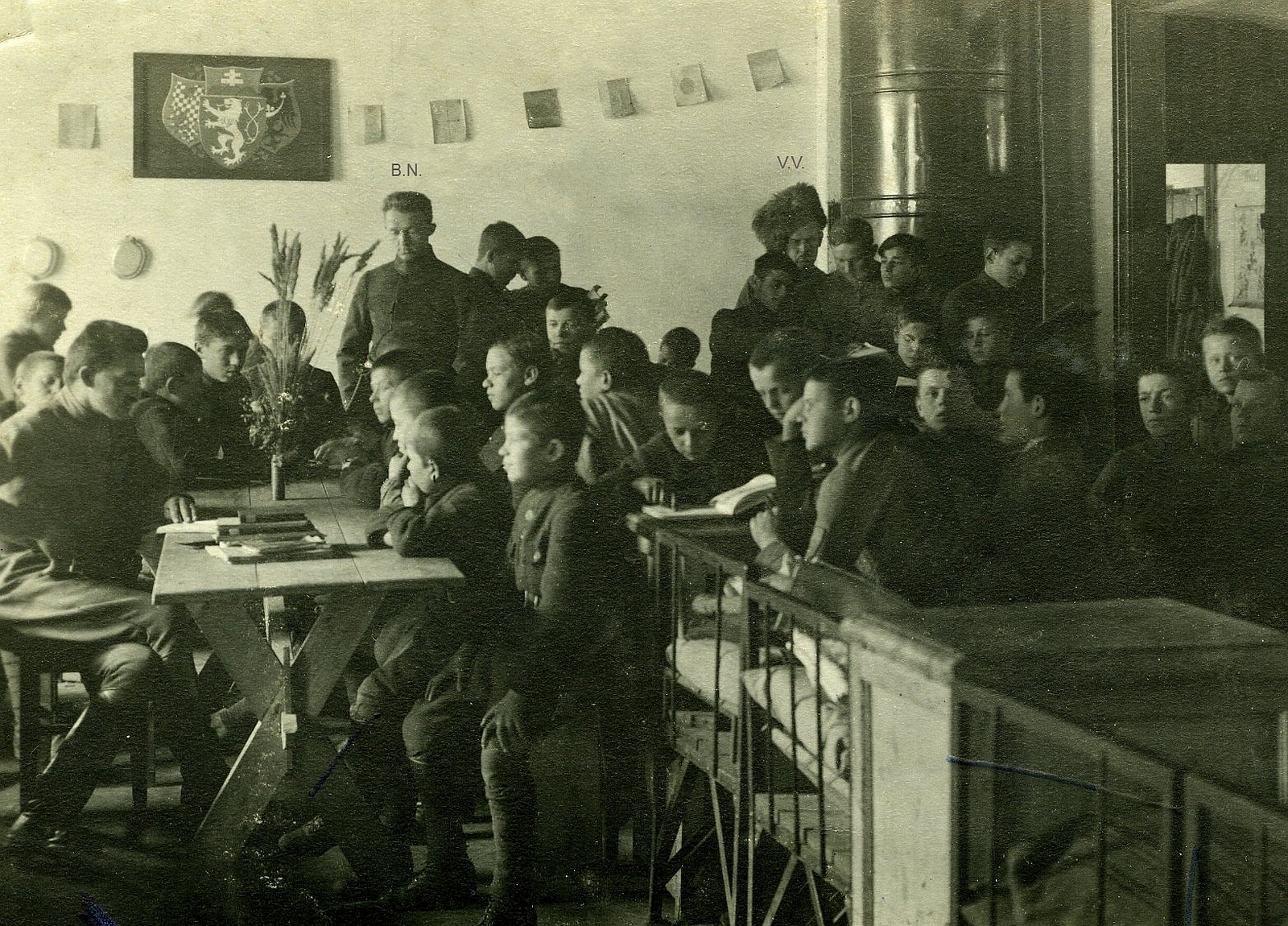
Při vyučování ve druhé třídě společně s legionářem a učitelem Václavem Valentou
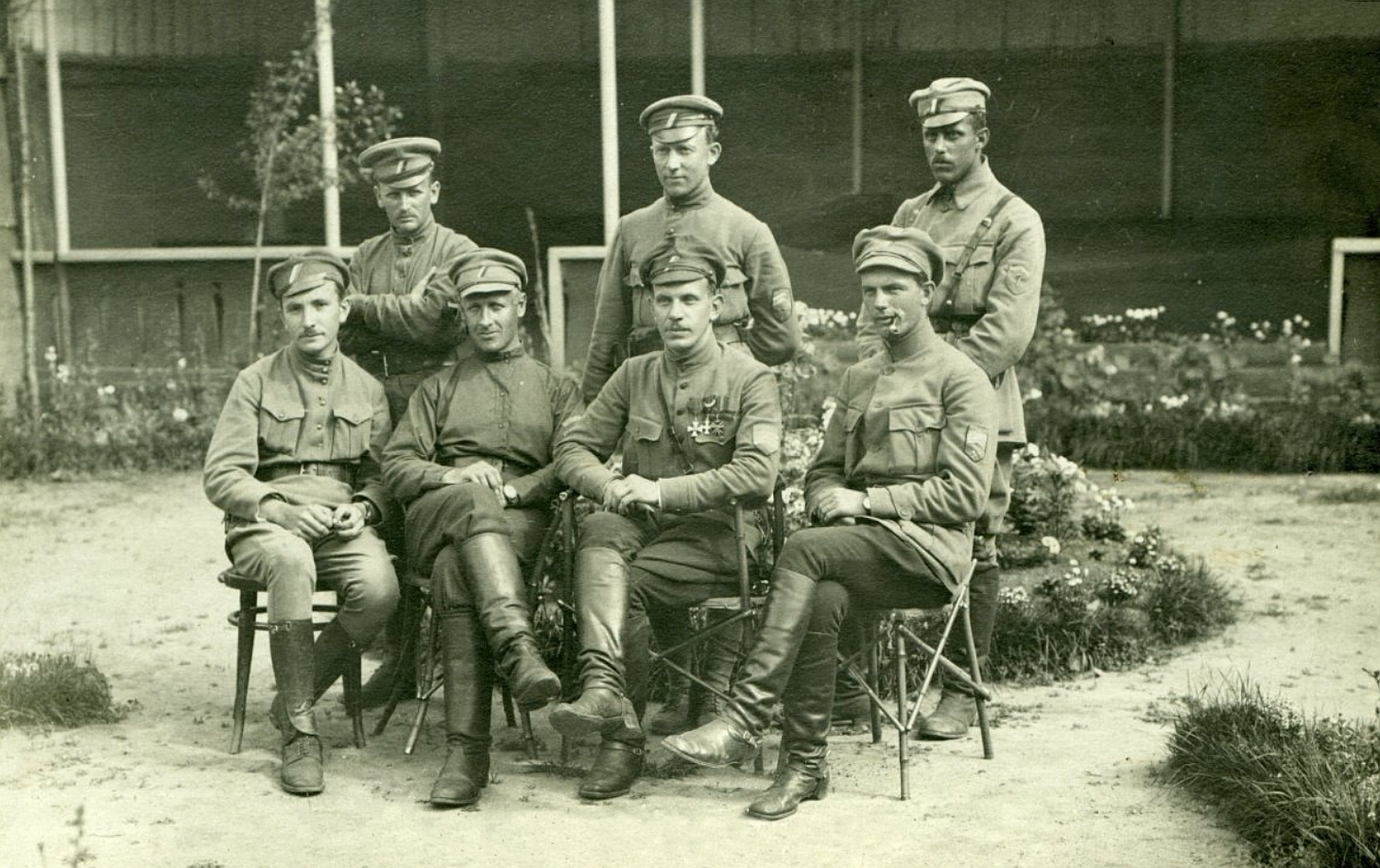
S Radolou Gajdou ve štábu Čechoslováků

### Cesta z Vladivostoku do Československa

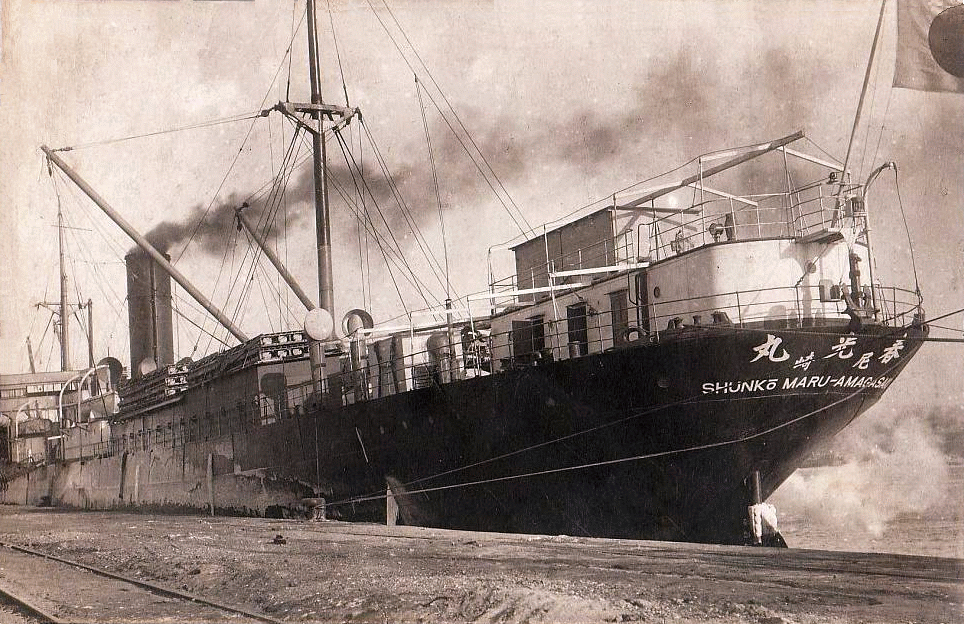
Japonská loď Shunko Maru přepravující legionáře a sirotky z Vladivostoku do Terstu

Transportem číslo 15 spolu s dalšími jednotkami byla celá škola nezletilých dobrovolců z Vladivostoku japonským zaoceánským parníkem Shunko Maru převezena do Československa. Transportní loď odplula z Vladivostoku 24. prosince 1919, plavba trvala necelé dva měsíce a do italského Terstu dorazil desátník Bohumil Němeček s ostatními legionáři 12. února 1920. Z Terstu se následně vlakem dostali českoslovenští legionáři do Českých Budějovic.

### Mezi světovými válkami
Po návratu do Československa získal 24. června 1920 potvrzení o době služby v československých legiích a to od 6. července 1917 do 17. února 1920, které ale bylo později (12. ledna 1926) na jeho žádost pro potřeby ministerstva školství upraveno na rozsah od 1. června 1917 do 17. února 1920. V období mezi oběma světovými válkami učil Bohumil Němeček ve školách ve Veselí nad Moravou. 

### Protiněmecký odboj
Po 15. březnu 1939, kdy došlo k okupaci Čech a Moravy německou armádou, se Bohumil Němeček zapojil do užšího vedení a práce v ilegální odbojové vojenské organizaci Obrana národa (ON), místně operující ve Veselí nad Moravou. Po vyhlášení protektorátu spolupracoval při organizování odchodu československých občanů za hranice. Tito exulanti se pak zapojovali do struktur československých zahraničních armád (Polsko, Francie, Anglie, atd.). 

#### Pokus o zatčení
Od 1. ledna 1943 byl Bohumil Němeček jako bývalý legionář penzionován, zůstával doma a ve škole nevyučoval a ani neřediteloval. V sobotu 9. ledna 1943 ráno vstoupila čtveřice příslušníků zatýkacího komanda gestapa do vstupní haly Němečkova domu a požadovala na jeho manželce Štěpánce osobní setkání s jejím manželem. Bohumil Němeček se tou dobou skrýval doma v patře. Manželka jeho přítomnost duchapřítomně zapřela a nasměrovala komando do domu Bohumilovi matky. Mezitím se Bohumil Němeček přesunul do sousedova sklepa, kde měl nachystán provizorní úkryt. Gestapo se do jeho domu brzy nato vrátilo, příslušníci důkladně prohledali celý objekt, vyslýchali rodinné příslušníky i různé osoby ve Veselí nad Moravou a nakonec v domě ponechali na hlídce četníka.

#### V úkrytu
V noci z neděle na pondělí se Bohumil Němeček přesunul pod pláštíkem tmy do malého domku své tetičky Rozárie Smištíkové (* 1877, rozená Haasová) do poněkud odlehlé lokality zvané Chaloupky. (Dnes, rok 2023 se tato oblast jmenuje Veselí nad Moravou, Chaloupky.) Paní Smištíková byla vdovou, ráno odcházela do kostela na ranní mši a odtud pak pokračovala buď do služby k sedlákům nebo pobývala celý den u příbuzných, kde pomáhala v domácnosti. Domů se vracívala až večer, takže její domek byl od časného rána do pozdního večera neobydlen. Tetička vybavila Bohumila klíčem od permanentně zamčených vrátek na dvůr a kromě toho Bohumil disponoval i klíči od sklepa staré školní budovy. Jednalo se o rozsáhlé sklepní prostory bývalého kláštera, které byly vhodné i pro další možný úkryt. Jistou pojistkou byl školník, který měl instrukce, jak Bohumila v případě nebezpečí vyrozumět a varovat.

#### Dlouhý čas skrývání
Domek, kde se Bohumil Němeček skrýval, byl špatně tepelně izolovaný a přes den v něm Bohumil nemohl topit, aby jej kouř z komína neprozradil. V domku se skrýval více než tři roky a přečkal zde tři tuhé zimy. Samotu a počáteční nečinnost zaháněl četbou knih a psaním učebnic. (Měl k dispozici sešity, tužku, papír a nějaké své knihy a učebnice.)
V domku měl několik osvědčených úkrytů. Když v Chaloupkách němečtí vojáci nacvičovali pouliční boje a projížděli sem a tam uličkami, schoval se Bohumil do sklepa, který se nacházel pod bývalou strýcovu truhlářskou dílnou. Dalším úkrytem (a možnou únikovou cestou) byla sláma na půdě. Do ní bylo možno zalézt a následně odtrhnout jednu desku zpod zástřešku a vzniklým otvorem pak skočit do sousední zahrady.
Když přišla k tetičce návštěva, což se stávalo zřídka kdy, schoval jsem se do vedlejšího pokoje, jehož skleněné dveře byly zatemněny černým papírem. Vchodová vrátka na dvůr bývala odedávna vždy zamčena. Tak v práci a přípravách na budoucí svobodný život jsem tu o samotě trávil od ledna 1943 do května 1945.
Bohumil Němeček, O skrývání v domku tetičky, 

#### Život rodinných příslušníků
Gestapo neustále sledovalo členy Němečkovy rodiny (manželku Štěpánku, Bohumilovu matku a sourozence). Současně byl hlídán i dům rodiny Němečků. Manželku hlídal četník, ale byl jí v lecčems nápomocen. Dodával jí pravidelně informace o tom, jak gestapo postupuje (resp. nepostupuje) v pátrání po jejím manželovi, pomáhal jí se zásobami potravin a při první šťáře u gestapa rozšířil falešnou zprávu, že hledaný je nejspíše již kdesi na Slovensku. Cestou z kostela rozšířila tetička Smištíková zprávu, že hledaný byl viděn v Písku jak nasedal do vlaku na Břeclav. (Po Veselí nad Moravou se pak vykládalo, že Bohumil Němeček odjel do Vídně.)

### Po druhé světové válce
Po skončení druhé světové války se Bohumil Němeček vrátil zpět ve Veselí nad Moravou k vykonávání kantorského povolání. Později vykonával řadu let i funkci ředitele školy ve Veselí nad Moravou. V letech 1947 až 1948 byl předsedou Městského národního výboru (MěNV) ve Veselí nad Moravou. Spolu s českým archivářem, historikem a středoškolským pedagogem Rudolfem Hurtem napsal knihu Veselí nad Moravou: Dějiny města (1973). Bohumil Němeček se sametové revoluce nedožil, zemřel v roce 1986. 

## Publikace
- HURT, Rudolf a NĚMEČEK, Bohumil. Veselí nad Moravou: dějiny města. 1. vydání Brno: Musejní spolek, 1973; 328 stran + 75 stran obrazových příloh.